# グレーテ・スターン
グレーテ・スターン（Grete Stern、1904年5月9日 - 1999年12月24日）とは、ドイツ出身のアルゼンチンの写真家。
夫のオラシオ・コッポラとともに、アルゼンチンの視覚芸術の発展を後押した。1935年にはアルゼンチン初の現代写真芸術展を開催した。

## 生涯
1904年、ドイツ帝国のヴッパータール・エルバーフェルトの生まれ。母はフリーダ・ホーホベルガー、父はルイス・スターン。家族のいるイングランドの学校で学ぶ。成人して後、1923年から1925年にかけてシュトゥットガルトの美術工芸学校でグラフィック・アートを学ぶ。卒業後その業界で働きだすが、エドワード・ウェストンやポール・アウターブリッジ・ジュニアの写真を見て、写真に関心が移る。ベルリンに移り住み、ヴァルター・ペーターハンスの個人指導を受ける:21。
1930年、エレン・アウエルバッハとともにベルリンで写真とデザインのスタジオ「ringl+pit」を設立。機材はペーターハンスから購入し、広告業界で革新的な作品を発表、たちまち名を知られるようになった。ちなみに社名は二人の子供の時の愛称から採っている（Ringlはグレーテ、Pitはエレン）
ペーターハンスの指導も継続して受ける。1930年4月から1933年3月の間、デッサウのバウハウスの写真工房で学んだが、そこでアルゼンチン人写真家オラシオ・コッポラと知り合った。
1933年、ナチス・ドイツの台頭により、スターンは兄弟と一緒にイングランドに亡命する。その地でスターンは新しくスタジオを設立し、ほどなくアウエルバッハも合流する。
1935年、オラシオ・コッポラと結婚し、アルゼンチンに渡る。二人はブエノスアイレスの『スール』誌で個展を開く。それはアルゼンチンで最初の現代写真展だった。
1948年、スターンは中流・下層階級の女性が読者層の女性誌『Idilio』の仕事を始めた。そこでスターンが発表した『ロス・スエーニョス（夢）』というシリーズは、『精神分析はあなたを救う』という夢分析コーナーのための、読者から寄せられた「夢」をフォトモンタージュで具象化したものである。およそ150枚ほど作られたが、ネガで残っているのは46枚だけである。スターンのフォトモンタージュは、伝統的価値観に押しやられた読者の夢のシュルレアリスム的解釈であり、アルゼンチンの性役割にフェミニズムの立場から批判を加える雑誌のコンセプトであり、作者自身のイメージの精神分析であった。このシリーズはフランシスコ・デ・ゴヤの版画集『ロス・スエーニョス』および『ロス・カプリチョス』と比較されることが多い。
1958年にアルゼンチンに帰化。
1959年から1985年まで、レシステンシアのUniversidad Nacional del Nordesteで学生に写真を教えた。
1985年、写真家を引退。
1999年12月24日、ブエノスアイレスで死去。95歳だった。

## レガシー
1995年、Juan Mandelbaumが"Ringl + Pit"スタジオのドキュメンタリーを作った。
2005年、ニューヨーク近代美術館がグレーテ・スターンとオラシオ・コッポラの回顧展を催した

## ギャラリー
- セルフポートレート(1943年)
- Desnudo III(1946年)
- Sueño No. 1: "Articulos eléctricos para el hogar" (1950年頃)
- Sueño No. 28: Love without Illusion(1950年)
- Sueño No. 31: Made in England(1950年)